# Сени-о-Винь
Сени́-о-Винь (фр. Cesny-aux-Vignes) — коммуна во Франции, находится в регионе Нижняя Нормандия. Департамент коммуны — Кальвадос. Входит в состав кантона Бургебюс. Округ коммуны — Кан.
Код INSEE коммуны — 14149.

## Население
Население коммуны на 2010 год составляло 364 человека.
| 1962 | 1968 | 1975 | 1982 | 1990 | 1999 | 2010 |
| ---- | ---- | ---- | ---- | ---- | ---- | ---- |
| 177  | 156  | 159  | 321  | 335  | 498  | 364  |

## Экономика
В 2010 году среди 232 человек трудоспособного возраста (15—64 лет) 177 были экономически активными, 55 — неактивными (показатель активности — 76,3 %, в 1999 году было 73,9 %). Из 177 активных жителей работали 163 человека (85 мужчин и 78 женщин), безработных было 14 (3 мужчин и 11 женщин). Среди 55 неактивных 11 человек были учениками или студентами, 21 — пенсионерами, 23 были неактивными по другим причинам.